# بيلي غريغز
بيلي غريغز (بالإنجليزية: Billy Griggs)‏ هو دراج أمريكي، ولد في 16 سبتمبر 1968 في آناهايم في الولايات المتحدة.